# Саксън
Саксън (на английски: Saxon) е британска хевиметъл група, основана през 1976 г. в Барнзли, Йоркшър. Като една от водещите групи от Новата Вълна в Британския Хевиметъл (НВБХМ) те имат доста успешен период в началото на 80-те и осем албума в британската Топ 40 класация за албуми. По същото време стават популярни и в Европа и Япония. През 90-те групата е базирана предимно в Германия, но албумът им от 2007 г. „The Inner Sanctum“ привлича повече внимание по цял свят и отбелязва възраждане на Саксън във Великобритания.

## История
Първоначалният състав на групата е: Питър „Биф“ Байфорд — вокали, Пол Куин и Греъм Оливър — китари, Стийв Досън — бас и Пит Гил на барабаните. Още в първите си години групата сменя името си от „Сон ъф а Бич“ на „Саксън“ и започва да подгрява за големи групи като Моторхед.
През 1979 г. групата подписва договор със звукозаписната компания Carrere и издава дебютния си албум. От втория им албум, „Wheels of Steel“, издаден на следващата година, се раждат два хита — едноименното парче и „747 (Strangers in the Night)“. През същата година е издаден и „Strong Arm of the Law“, който е считан от феновете за един от най-добрите им албуми. Успехите продължават с „Denim and Leather“ (1981 г.). Едноименното парче от този албум е считано за химн на метъла в началото на 80-те години.
Следва правен проблем с Carrere, в резултат на който групата губи повечето от печалбите си. Дългата поредица от турнета, които правят след това, успява да им възвърне част от приходите, но Саксън така и не успяват да пробият на доходоносния американски пазар. След издаването на „Power & the Glory“ (1983 г.), групата поема по твърде комерсиален път, в опит да противодейства на упадъка на НВБХМ. Безуспешно, въпреки подписването на договор с EMI. Всъщност, промяната дори отблъсква голяма част от основните фенове на групата. В последно време започва да се връща към първоначалното си звучене и феновете се завръщат.
През март 2005 г. „Саксън“ започват голямо турне в Германия по повод 25-ата годишнина на НВБХМ, като изпълняват парчетата записани през 80-те. Последващият им албум „The Inner Sanctum“, издаден през 2007 г., е най-добрата им работа от години.
opening for Judas Priest]]

## Дискография

### Студийни записи
- 1979 „Saxon“
- 1980 „Wheels of Steel“
- 1980 „Strong Arm of the Law“
- 1981 „Denim and Leather“
- 1983 „Power & the Glory“
- 1984 „Crusader“
- 1985 „Innocence Is No Excuse“
- 1986 „Rock the Nations“
- 1988 „Destiny“
- 1991 „Solid Ball of Rock“
- 1992 „Forever Free“
- 1995 „Dogs of War“
- 1997 „Unleash the Beast“
- 1999 „Metalhead“
- 2001 „Killing Ground“
- 2004 „Lionheart“
- 2007 „The Inner Sanctum“
- 2009 „Into the Labyrinth“
- 2011 „Call To Arms“
- 2013 „Sacrifice“
- 2015 „Battering Ram“
- 2018 „Thunderbolt“
- 2021 „Inspirations“
- 2022 „Carpe Diem“
- 2024 „Hell, Fire and Damnation“

### Албуми на живо
- 1982 „The Eagle Has Landed“
- 1989 „Rock'n'Roll Gypsies“
- 1990 „Greatest Hits Live“
- 1996 „The Eagle Has Landed – Part II“
- 1997 „Donnington: The Live Tracks“
- 1998 „BBC Sessions / Live at Reading Festival '86“
- 2006 „The Eagle Has Landed – Part III“
- 2012 „Heavy Metal Thunder – Live: Eagles Over Wacken“
- 2014 „St. George’s Day Sacrifice: Live in Manchester“
- 2016 „Let Me Feel Your Power“
- 2016 „The Vinyl Hoard“
- 2019 „The Eagle Has Landed 40: Live“

### Сборни издания
- 1984 „Strong Arm Metal“
- 1988 „Anthology“
- 1990 „Back on the Streets“
- 1991 „The Best of Saxon“
- 1996 „A Collection of Metal“
- 2000 „Burrn! Presents: The Best of Saxon“
- 2000 „Diamonds and Nuggets“
- 2001 „Masters of Rock: Saxon“
- 2002 „Heavy Metal Thunder“
- 2002 „Coming to the Rescue“
- 2007 „The Very Best of Saxon (1979-1988)“
- 2009 „The Best of Saxon“
- 2012 „Saxon - The Carrere Years (1979-1984)“ (Box Set)
- 2012 „Saxon - The EMI Years (1985-1988)“ (Box Set)
- 2013 „Unplugged and Strung Up“
- 2016 „Baptism in Fire – The Collection 1991-2009“

### Видео
- 1983 „Live“ (познат и като „Live in Nottingham“)
- 1985 „Live Innocence!“
- 1989 „Greatest Hits Live!“
- 1989 „Power & the Glory – The Video Anthology“
- 2003 „The Saxon Chronicles“
- 2003 „Live Innocence – The Power & the Glory“
- 2007 „To Hell and Back Again“
- 2010 „Saxon: Heavy Metal Thunder – Live“
- 2012 „Heavy Metal Thunder – Live: Eagles Over Wacken“
- 2014 „Warriors of the Road – The Saxon Chronicles Part II“
- 2015 „The Saxon Chronicles“
- 2016 „Let Me Feel Your Power“

## Британски хит сингли
- 1980 „Wheels of Steel“ #20
- 1980 „747 (Strangers in the Night)“ #13
- 1980 „Backs to the Wall“ #64
- 1980 „Big Teaser“ #66
- 1980 „Strong Arm of the Law“ #63
- 1981 „And the Bands Played On“ #12
- 1981 „Never Surrender“ #18
- 1981 „Princess of the Night“ #57
- 1983 „Power & the Glory“ #32
- 1983 „Nightmare“ #50
- 1984 „Sailing To America“ #81
- 1985 „Back on the Streets“ #75
- 1986 „Rock 'N' Roll Gypsy“ #72
- 1986 „Waiting for the Night“ #66
- 1986 „Rock the Nations“ #80
- 1987 „Northern Lady“ #91
- 1988 „Ride Like the Wind“ #52
- 1988 „I Can't Wait Anymore“ #71